# Fernando Navarro Morán
Fernando Navarro Morán (Città del Messico, 18 aprile 1989) è un calciatore messicano, difensore dell'Atlante.

## Caratteristiche tecniche
È un terzino destro.

## Palmarès

### Club
- Campionato messicano: 3

Tigres UANL: 2011-2012
León: 2013 (A), 2014 (C)

### Nazionale
- Gold Cup: 1

2019